# Оборочану, Иван Степанович
Иван Степанович Оборочану (1937 — ?) — бригадир виноградарской бригады колхоза имени Ленина Чимишлийского района Молдавской ССР, Герой Социалистического Труда	(08.04.1971). Член КПСС с 1965 г.
Родился 26.06.1937 в с. Михайловка Чимишлийского района Молдавии в семье потомственного виноградаря.
В 1952—1956 гг. прицепщик, с 1956 г. виноградарь и затем звеньевой колхоза имени Ленина в родном селе.
После службы в армии окончил агрономическую школу в Кахульском районе (1962) и был назначен бригадиром виноградарской бригады колхоза имени Ленина.
В 1966—1970 гг. его бригада получила среднюю урожайность винограда 73,5 ц/га.
В 1984 г. его бригада на закреплённой площади более 200 га получила урожай винограда по 90 ц/га.
Работал бригадиром до выхода на пенсию в конце 1990-х гг.
Герой Социалистического Труда (08.04.1971). Награждён орденами Октябрьской Революции (08.12.1973), Трудового Красного Знамени (25.12.1976), медалями СССР, Серебряной медалью ВДНХ (14.06.1976), Почётной грамотой Президиума Верховного Совета Молдавской ССР.
Депутат Верховного Совета Молдавской ССР. Делегат съезда КПСС (1986).